# Casa del Doctor Franch
La Casa del Doctor Franch és una obra de Sant Joan de les Abadesses (Ripollès) protegida com a Bé Cultural d'Interès Local.

## Descripció
Edifici unifamiliar de planta rectangular i garatge, formada per planta baixa i pis, amb porxo d'entrada i envoltada per un jardí. La coberta és a dues aigües, les façanes són arrebossades i enguixades. La casa segueix un ritme simple i harmònic.